# Грейт-Су

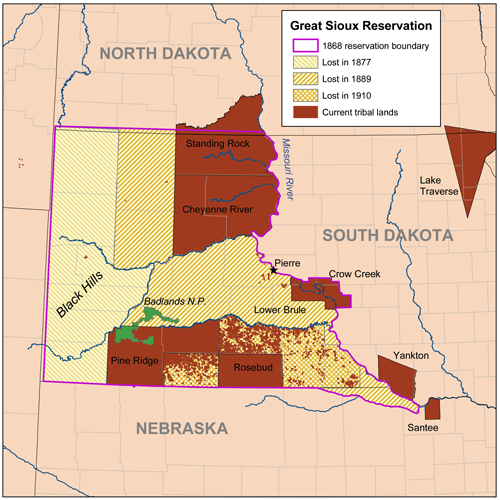
Карта резервации Грейт-Су

Грейт-Су или Великая резервация сиу (англ. Great Sioux Reservation) — индейская резервация народа сиу, включала всю территорию современного штата Южная Дакота, находящуюся западнее реки Миссури, а также современный округ Бойд в штате Небраска.

## История

### Договор 1868 года
После окончания Войны Красного Облака правительство США вынуждено было заключить мир с лакота и северными шайеннами на их собственных условиях. Продолжать долгую и дорогостоящую войну американские власти не захотели и заключили мирный договор в форте Ларами. Согласно договору, лакота и северным шайеннам предоставлялась огромная резервация, включавшая Блэк-Хилс. Эта земля находилась в исключительном пользовании индейцев, и белым, за исключением правительственных чиновников, было запрещено вторгаться на их территорию. В дополнение к землям резервации, договор предоставлял сиу и шайеннам право охотиться и кочевать на большей части Вайоминга и северо-западе Небраски.

### Война за Чёрные Холмы
Открытие золота в 1874 году экспедицией подполковника Джорджа Армстронга Кастера и последовавший за этим наплыв старателей, привели к вооружённым столкновениям между индейцами и белыми. Американские власти попытались провести переговоры с сиу о продаже этой территории. Правительство приказало всем индейцам прибыть в агентства к 31 января 1876 года, иначе они будут считаться враждебными и войска отправят их туда силой. Кочевать зимой было крайне тяжело и многие индейцы отказались это делать. 8 Февраля 1876 года генерал Филипп Шеридан телеграфировал Джорджу Круку и Альфреду Терри, приказывая им предпринять зимние карательные кампании против враждебных индейцев. Действия американских военных привели к Войне за Чёрные Холмы, которая продолжалась почти два года и закончилась капитуляцией индейцев. 

### Разделение резервации
После окончания Войны за Чёрные Холмы индейцы были вынуждены уступить западную часть своей резервации. 2 марта 1889 года Конгресс США принял закон, который разделил Грейт-Су, создав пять небольших резерваций:
- Стэндинг-Рок — резервация была создана для хункпапа, сихасапа, нижних янктонаев и верхних янктонаев. К ней были добавлены территории современного штата Северная Дакота.
- Шайенн-Ривер — была создана для итазипчо, миннеконжу, оохенунпа и части сихасапа.
- Лоуэр-Брул — была образована недалеко от форта Томпсон и предназначалась нижним брюле.
- Роузбад — в ней поселились верхние брюле.
- Пайн-Ридж — была создана для оглала.

После того, как были установлены границы пяти новых резерваций, индейцы потеряли ещё около 36 000 км² земли. В 1980 году Верховный суд США постановил, что земли сиу, подпадающие под действие договора, были незаконно захвачены американскими властями, которые были обязаны выплатить компенсацию плюс проценты. По состоянию на 2018 год этот показатель составил более 1 миллиарда долларов. Сиу отказываются принимать деньги, требуя взамен возвращения своей земли.